# MS 0735.6+7421
MS 0735.6+7421 — скопление галактик в созвездии Жирафа на расстоянии около 2,6 млрд световых лет от Млечного Пути. Примечательно тем, что в нём находится одна из крупнейших известных сверхмассивных чёрных дыр, также создавая одну из наиболее мощных вспышек в активном ядре галактики среди известных вспышек со времени Большого взрыва.

## Вспышка чёрной дыры
По данным телескопа Чандра учёные сделали вывод, что вспышки происходят в центре скопления галактик в течение последних 100 миллионов лет, при этом выделилось столько энергии, сколько могли бы дать сотни миллионов гамма-всплесков. Количество энергии, выделяющейся за год, эквивалентно энергии нескольких гамма-всплесков. Остатки вспышки видны как две полости на разных сторонах крупной центральной галактики. Если вспышка при полной энергии более 1055 джоулей является результатом аккреции на чёрную дыру, то эта чёрная дыра должна была поглотить около 600 миллионов масс Солнца вещества. Исследование, которое провели Брайан Макнамара и коллеги в 2008 году, показало, что вспышка может быть не результатом аккреции, но она может возникать вследствие вращения чёрной дыры.
Более того, учёные показали, что в центре скопления может располагаться одна из крупнейших известных чёрных дыр. Этот вывод подтверждается тем фактом, что центральная галактика типа cD в скопления обладает наибольшим известным радиусом. При оценке недостатка светимости более 20 млрд светимостей Солнца и предполагаемой отношении масса/светимость 3 оценка массы центральной чёрной дыры составляет более 10 млрд масс Солнца. Наряду с гигантским выбросом энергии такая оценка массы свидетельствует о наличии сверхмассивной чёрной дыры в центре скопления галактик. Лучевая скорость скопления вследствие космологического расширения составляет 64800 ± 900 км/с, видимые размеры равны 25′

## Источник рентгеновского излучения
Горячий рентгеновский газ содержится в MS 0735.6+7421. Две широкие полости диаметром 600 тысяч световых лет расположены по обе стороны крупной галактики в центре скопления. Полости наполнены намагниченными пузырями электронов с чрезвычайно высокой энергией, изучающих радиоволны.